# Souk Tlet El Gharb
Souk Tlet El Gharb (en àrab سوق ثلاثاء الغرب, Sūq Ṯlāṯāʾ al-Ḡarb; en amazic ⵙⵓⵇ ⵜⵍⴰⵜ ⵍⵖⴰⵔⴱ) és una comuna rural de la província de Kénitra, a la regió de Rabat-Salé-Kenitra, al Marroc. Segons el cens de 2014 tenia una població total de 22.554 persones.